# Копальня Матам
Копальня Матам – гірничодобувне підприємство на північному сході Сенегалу, що здійснює видобуток фосфоритів.
Копальня, що розташована за кілька десятків кілометрів на південний схід від міста Матам, розробляє родовища Дендорі (Dendori або N’Diendouri) та Валі-Діла (Wali Diala або Ouali Diala). Перші їх дослідження провели в 1980 – 1984 роках, а в 2000-х роботи компанії Société d’Etudes and de Réalisation des Phosphates de Matam (SERPM) показали, що ресурси руди тут суттєво більше, ніж вважалось до того. Після цього SERPM узялась зо обмежений видобуток з ділянки багатої руди (із запасами лише 3 млн тонн), що залягала на незначній глибині. У 2008-му  SERPM вилучила 20 тисяч тонн, а в 2009-му – 25 тисяч тонн руди, яку після подрібнення напряму використовували як добриво.
Подальший розвиток проекту виявився пов’язаний зі групою інвесторів, що в 2014-му створили компанію Société Minière de la Vallée du Fleuve Sénégal (SOMIVA). Сенегальска держава має 10% участі в SOMIVA, тоді як її первісна частка у SERPM складала 51%.
Повномасштабна розробка покладів SOMIVA стартувала у 2015 році. Вона ведеться відкритим способом з фосфоритового пласта завтовшки 2,8 метра, що знаходиться під покрівлею завтовшки від 5 до 16 метрів. 
Ресурси копальні оцінили у 135 млн тонн. Первісно виробнича потужність майданчику складала 0,7 млн тонн фосфоритів на рік, втім, наразі також можливо зустріти дані, що цей показник становить 1,2 млн тонн. У 2021-му копальня вилучила 0,93 млн тонн рудної маси. 
У 2022-му SOMIVA експортувала лише 205 тисяч тонн фосфоритів, а в травні 2024-го повідомлялось, що через суперечку з місцевими мешканцями щодо компенсації за їх земельні ділянки, на яких провадиться видобуток, копальня простоює вже 18 місяців.